# Wahlkreis Imola (Camera dei deputati)
Der Wahlkreis Imola war von 1993 bis 2005 und ist seit 2017 wieder ein Wahlkreis (italienisch collegio elettorale) für die Wahl der Abgeordnetenkammer.

## Von 1993 bis 2005

### Wahlkreisgebiet
Der Wahlkreis umfasste 10 Gemeinden: Borgo Tossignano, Casalfiumanese, Castel del Rio, Castel Guelfo di Bologna, Castel San Pietro Terme, Dozza, Fontanelice, Imola, Medicina und Mordano.

### Wahlergebnisse

#### Parlamentswahl 1994

##### Direktstimmen
| Kandidaten               | Kandidaten            | Parteien                                                  | Stimmen | %    |
| ------------------------ | --------------------- | --------------------------------------------------------- | ------- | ---- |
|                          | Bruno Solaroligewählt | Progressisti                                              | 48.306  | 55,3 |
|                          | Morris Buccelli       | Polo delle Libertà (Forza Italia – Lega Nord – CCD – UdC) | 17.690  | 20,3 |
|                          | Raffaele Benni        | Patto per l’Italia                                        | 11.566  | 13,3 |
|                          | Enrico Gurioli        | Alleanza Nazionale                                        | 6.680   | 7,7  |
|                          | Dario Zanotti         | Lista Marco Pannella – Riformatori                        | 3.043   | 3,5  |
| Gesamt                   | Gesamt                | Gesamt                                                    | 87.285  | 100  |
|                          |                       |                                                           |         |      |
| Ungültige Stimmen        | Ungültige Stimmen     | Ungültige Stimmen                                         | 4.541   | 4,9  |
| Wähler                   | Wähler                | Wähler                                                    | 91.826  | 93,1 |
| Wahlberechtigte          | Wahlberechtigte       | Wahlberechtigte                                           | 98.637  |      |
|                          |                       |                                                           |         |      |
| Quelle: Innenministerium |                       |                                                           |         |      |

##### Listenstimmen
| Parteien                             | Parteien                        | Parteien                           | Stimmen | %    |
| ------------------------------------ | ------------------------------- | ---------------------------------- | ------- | ---- |
|                                      | Progressisti                    | Partito Democratico della Sinistra | 38.623  | 43,5 |
| Partito della Rifondazione Comunista | Progressisti                    | 6.385                              | 7,2     |      |
| Federazione dei Verdi                | Progressisti                    | 2.076                              | 2,3     |      |
| Partito Socialista Italiano          | Progressisti                    | 1.712                              | 1,9     |      |
| Alleanza Democratica                 | Progressisti                    | 838                                | 0,9     |      |
| La Rete                              | Progressisti                    | 676                                | 0,8     |      |
| ↳ Gesamt                             | Progressisti                    | 50.310                             | 56,6    |      |
|                                      | Polo delle Libertà              | Forza Italia                       | 12.821  | 14,4 |
| Lega Nord                            | Polo delle Libertà              | 3.360                              | 3,8     |      |
| ↳ Gesamt                             | Polo delle Libertà              | 16.181                             | 18,2    |      |
|                                      | Patto per l’Italia              | Partito Popolare Italiano          | 8.223   | 9,3  |
| Patto Segni                          | Patto per l’Italia              | 4.147                              | 4,7     |      |
| ↳ Gesamt                             | Patto per l’Italia              | 12.370                             | 13,9    |      |
|                                      | Alleanza Nazionale              | Alleanza Nazionale                 | 6.363   | 7,2  |
|                                      | Lista Marco Pannella            | Lista Marco Pannella               | 2.996   | 3,4  |
|                                      | Socialdemocrazia per le Libertà | Socialdemocrazia per le Libertà    | 406     | 0,5  |
|                                      | Partito Democratico             | Partito Democratico                | 201     | 0,2  |
| Gesamt                               | Gesamt                          | Gesamt                             | 88.827  | 100  |
|                                      |                                 |                                    |         |      |
| Ungültige Stimmen                    | Ungültige Stimmen               | Ungültige Stimmen                  | 2.999   | 3,3  |
| Wähler                               | Wähler                          | Wähler                             | 91.826  | 93,1 |
| Wahlberechtigte                      | Wahlberechtigte                 | Wahlberechtigte                    | 98.637  |      |
|                                      |                                 |                                    |         |      |
| Quelle: Innenministerium             |                                 |                                    |         |      |

#### Parlamentswahl 1996

##### Direktstimmen
| Kandidaten               | Kandidaten            | Parteien            | Stimmen | %    |
| ------------------------ | --------------------- | ------------------- | ------- | ---- |
|                          | Bruno Solaroligewählt | L’Ulivo             | 58.653  | 68,7 |
|                          | Angela Labanca        | Polo per le Libertà | 26.679  | 31,3 |
| Gesamt                   | Gesamt                | Gesamt              | 85.332  | 100  |
|                          |                       |                     |         |      |
| Ungültige Stimmen        | Ungültige Stimmen     | Ungültige Stimmen   | 5.652   | 6,2  |
| Wähler                   | Wähler                | Wähler              | 90.984  | 91,1 |
| Wahlberechtigte          | Wahlberechtigte       | Wahlberechtigte     | 99.865  |      |
|                          |                       |                     |         |      |
| Quelle: Innenministerium |                       |                     |         |      |

##### Listenstimmen
| Parteien                                          | Parteien                             | Parteien                             | Stimmen | %    |
| ------------------------------------------------- | ------------------------------------ | ------------------------------------ | ------- | ---- |
|                                                   | L’Ulivo                              | Partito Democratico della Sinistra   | 38.033  | 43,4 |
| Popolari per Prodi (PPI – SVP – PRI – UD – Prodi) | L’Ulivo                              | 6.707                                | 7,7     |      |
| Rinnovamento Italiano                             | L’Ulivo                              | 3.144                                | 3,6     |      |
| Federazione dei Verdi                             | L’Ulivo                              | 1.802                                | 2,1     |      |
| ↳ Gesamt                                          | L’Ulivo                              | 49.686                               | 56,8    |      |
|                                                   | Polo per le Libertà                  | Forza Italia                         | 11.936  | 13,6 |
| Alleanza Nazionale                                | Polo per le Libertà                  | 8.462                                | 9,7     |      |
| CCD – CDU                                         | Polo per le Libertà                  | 4.315                                | 4,9     |      |
| ↳ Gesamt                                          | Polo per le Libertà                  | 24.713                               | 28,2    |      |
|                                                   | Partito della Rifondazione Comunista | Partito della Rifondazione Comunista | 7.317   | 8,4  |
|                                                   | Lega Nord                            | Lega Nord                            | 3.538   | 4,0  |
|                                                   | Lista Pannella – Sgarbi              | Lista Pannella – Sgarbi              | 1.847   | 2,1  |
|                                                   | Fiamma Tricolore                     | Fiamma Tricolore                     | 255     | 0,3  |
|                                                   | Nuova Democrazia                     | Nuova Democrazia                     | 189     | 0,2  |
| Gesamt                                            | Gesamt                               | Gesamt                               | 87.545  | 100  |
|                                                   |                                      |                                      |         |      |
| Ungültige Stimmen                                 | Ungültige Stimmen                    | Ungültige Stimmen                    | 3.441   | 3,8  |
| Wähler                                            | Wähler                               | Wähler                               | 90.986  | 91,1 |
| Wahlberechtigte                                   | Wahlberechtigte                      | Wahlberechtigte                      | 99.865  |      |
|                                                   |                                      |                                      |         |      |
| Quelle: Innenministerium                          |                                      |                                      |         |      |

#### Parlamentswahl 2001

##### Direktstimmen
| Kandidaten               | Kandidaten                | Parteien           | Stimmen | %    |
| ------------------------ | ------------------------- | ------------------ | ------- | ---- |
|                          | Raffaello De Brasigewählt | L’Ulivo            | 52.700  | 60,5 |
|                          | Maria Cristina Marri      | Casa delle Libertà | 27.508  | 31,6 |
|                          | Silvana Mura              | Lista Di Pietro    | 2.917   | 3,3  |
|                          | Alessandro Broggini       | Lista Emma Bonino  | 2.047   | 2,3  |
|                          | Elia Bettuzzi             | Democrazia Europea | 1.964   | 2,3  |
| Gesamt                   | Gesamt                    | Gesamt             | 87.136  | 100  |
|                          |                           |                    |         |      |
| Ungültige Stimmen        | Ungültige Stimmen         | Ungültige Stimmen  | 3.983   | 4,4  |
| Wähler                   | Wähler                    | Wähler             | 91.119  | 89,9 |
| Wahlberechtigte          | Wahlberechtigte           | Wahlberechtigte    | 101.374 |      |
|                          |                           |                    |         |      |
| Quelle: Innenministerium |                           |                    |         |      |

##### Listenstimmen
| Parteien                               | Parteien                             | Parteien                             | Stimmen | %    |
| -------------------------------------- | ------------------------------------ | ------------------------------------ | ------- | ---- |
|                                        | L’Ulivo                              | Democratici di Sinistra              | 28.992  | 33,1 |
| La Margherita (Dem – PPI – RI – Udeur) | L’Ulivo                              | 14.800                               | 16,9    |      |
| Il Girasole (FdV – SDI)                | L’Ulivo                              | 1.764                                | 2,0     |      |
| Partito dei Comunisti Italiani         | L’Ulivo                              | 1.274                                | 1,5     |      |
| ↳ Gesamt                               | L’Ulivo                              | 46.830                               | 53,4    |      |
|                                        | Casa delle Libertà                   | Forza Italia                         | 17.643  | 20,1 |
| Alleanza Nazionale                     | Casa delle Libertà                   | 8.092                                | 9,2     |      |
| CCD – CDU                              | Casa delle Libertà                   | 1.911                                | 2,2     |      |
| Lega Nord                              | Casa delle Libertà                   | 1.240                                | 1,4     |      |
| Nuovo PSI                              | Casa delle Libertà                   | 843                                  | 1,0     |      |
| ↳ Gesamt                               | Casa delle Libertà                   | 29.729                               | 33,9    |      |
|                                        | Partito della Rifondazione Comunista | Partito della Rifondazione Comunista | 5.118   | 5,8  |
|                                        | Lista Di Pietro                      | Lista Di Pietro                      | 2.834   | 3,2  |
|                                        | Lista Emma Bonino                    | Lista Emma Bonino                    | 1.736   | 2,0  |
|                                        | Democrazia Europea                   | Democrazia Europea                   | 1.338   | 1,5  |
|                                        | Paese Nuovo                          | Paese Nuovo                          | 73      | 0,1  |
|                                        | Abolizione Scorporo                  | Abolizione Scorporo                  | 25      | 0,0  |
| Gesamt                                 | Gesamt                               | Gesamt                               | 87.683  | 100  |
|                                        |                                      |                                      |         |      |
| Ungültige Stimmen                      | Ungültige Stimmen                    | Ungültige Stimmen                    | 3.436   | 3,8  |
| Wähler                                 | Wähler                               | Wähler                               | 91.119  | 89,9 |
| Wahlberechtigte                        | Wahlberechtigte                      | Wahlberechtigte                      | 101.374 |      |
|                                        |                                      |                                      |         |      |
| Quelle: Innenministerium               |                                      |                                      |         |      |

## Von 2017 bis 2020

### Wahlkreisgebiet
Der Wahlkreis umfasste 21 Gemeinden: Borgo Tossignano, Camugnano, Casalfiumanese, Castel del Rio, Castel Guelfo di Bologna, Castel San Pietro Terme, Castiglione dei Pepoli, Dozza, Fontanelice, Grizzana Morandi, Imola, Loiano, Medicina, Monghidoro, Monterenzio, Monzuno, Mordano, Ozzano dell’Emilia, Pianoro, San Benedetto Val di Sambro und San Lazzaro di Savena.

### Wahlergebnisse

#### Parlamentswahl 2018
| Kandidaten               | Kandidaten            | Stimmen | %    | Listen                                      | Stimmen | %    |
| ------------------------ | --------------------- | ------- | ---- | ------------------------------------------- | ------- | ---- |
|                          | Serse Soverinigewählt | 46.554  | 33,5 | Partito Democratico                         | 40.509  | 29,1 |
| +Europa                  | Serse Soverinigewählt | 46.554  | 33,5 | 4.282                                       | 3,1     |      |
| Italia Europa Insieme    | Serse Soverinigewählt | 46.554  | 33,5 | 1.061                                       | 0,8     |      |
| Civica Popolare          | Serse Soverinigewählt | 46.554  | 33,5 | 702                                         | 0,5     |      |
|                          | Simonetta Mingazzini  | 40.008  | 28,8 | Lega                                        | 22.905  | 16,5 |
| Forza Italia             | Simonetta Mingazzini  | 40.008  | 28,8 | 12.359                                      | 8,9     |      |
| Fratelli d’Italia        | Simonetta Mingazzini  | 40.008  | 28,8 | 4.098                                       | 2,9     |      |
| Noi con l’Italia – UDC   | Simonetta Mingazzini  | 40.008  | 28,8 | 646                                         | 0,5     |      |
|                          | Claudio Frati         | 39.844  | 28,7 | Movimento 5 Stelle                          | 39.844  | 28,7 |
|                          | Paola Lanzon          | 6.834   | 4,9  | Liberi e Uguali                             | 6.834   | 4,9  |
|                          | Giorgio Cremaschi     | 1.666   | 1,2  | Potere al Popolo!                           | 1.666   | 1,2  |
|                          | Matteo Montanari      | 1.212   | 0,9  | Partito Comunista                           | 1.212   | 0,9  |
|                          | Matteo Venturi        | 1.157   | 0,8  | Il Popolo della Famiglia                    | 1.157   | 0,8  |
|                          | Alessandra Santini    | 754     | 0,5  | CasaPound Italia                            | 754     | 0,5  |
|                          | Fiorenzo Consoli      | 568     | 0,4  | Italia agli Italiani (FT – FN)              | 568     | 0,4  |
|                          | Gianluca Sita         | 220     | 0,2  | Per una Sinistra Rivoluzionaria (SCR – PCL) | 220     | 0,2  |
|                          | Antonella Costa       | 168     | 0,1  | Partito Repubblicano Italiano – ALA         | 168     | 0,1  |
| Gesamt                   | Gesamt                | 138.985 | 100  |                                             | 138.985 | 100  |
|                          |                       |         |      |                                             |         |      |
| Ungültige Stimmen        | Ungültige Stimmen     | 3.812   | 2,7  |                                             |         |      |
| Wähler                   | Wähler                | 142.797 | 79,6 |                                             |         |      |
| Wahlberechtigte          | Wahlberechtigte       | 179.375 |      |                                             |         |      |
|                          |                       |         |      |                                             |         |      |
| Quelle: Innenministerium |                       |         |      |                                             |         |      |

## Seit 2020

### Wahlkreisgebiet
| Wahlkreise – Camera dei deputati – Emilia-Romagna | Wahlkreise – Camera dei deputati – Emilia-Romagna | Wahlkreise – Camera dei deputati – Emilia-Romagna                          |
| Provinz                                           | Provinz                                           | Gemeinden nach Provinzen ⮞ Wahlkreis                                       |
| ------------------------------------------------- | ------------------------------------------------- | -------------------------------------------------------------------------- |
|                                                   | Metropolitanstadt Bologna (55 Gemeinden)          | 1 ⮞ Wahlkreis Bologna 32 ⮞ Wahlkreis Imola 22 ⮞ Wahlkreis Carpi            |
|                                                   | Provinz Ferrara (21 Gemeinden)                    | alle ⮞ Wahlkreis Ferrara                                                   |
|                                                   | Provinz Forlì-Cesena (30 Gemeinden)               | alle ⮞ Wahlkreis Forlì                                                     |
|                                                   | Provinz Modena (47 Gemeinden)                     | 28 ⮞ Wahlkreis Modena 12 ⮞ Wahlkreis Carpi 7 ⮞ Wahlkreis Imola             |
|                                                   | Provinz Parma (44 Gemeinden)                      | 36 ⮞ Wahlkreis Parma 8 ⮞ Wahlkreis Piacenza                                |
|                                                   | Provinz Piacenza (46 Gemeinden)                   | alle ⮞ Wahlkreis Piacenza                                                  |
|                                                   | Provinz Ravenna (18 Gemeinden)                    | alle ⮞ Wahlkreis Ravenna                                                   |
|                                                   | Provinz Reggio Emilia (42 Gemeinden)              | 37 ⮞ Wahlkreis Reggio nell’Emilia 3 ⮞ Wahlkreis Modena 2 ⮞ Wahlkreis Parma |
|                                                   | Provinz Rimini (27 Gemeinden)                     | alle ⮞ Wahlkreis Rimini                                                    |

Der Wahlkreis umfasst 39 Gemeinden:
- 32 Gemeinden der Metropolitanstadt Bologna (Alto Reno Terme, Borgo Tossignano, Camugnano, Casalecchio di Reno, Casalfiumanese, Castel d’Aiano, Castel del Rio, Castel di Casio, Castel Guelfo di Bologna, Castel San Pietro Terme, Castiglione dei Pepoli, Dozza, Fontanelice, Gaggio Montano, Grizzana Morandi, Imola, Lizzano in Belvedere, Loiano, Marzabotto, Monghidoro, Monte San Pietro, Monterenzio, Monzuno, Mordano, Ozzano dell’Emilia, Pianoro, San Benedetto Val di Sambro, San Lazzaro di Savena, Sasso Marconi, Valsamoggia, Vergato und Zola Predosa);
- 7 Gemeinden der Provinz Modena (Castelvetro di Modena, Guiglia, Marano sul Panaro, Savignano sul Panaro, Spilamberto, Vignola und Zocca).

### Wahlergebnisse

#### Parlamentswahl 2022
| Kandidaten                          | Kandidaten              | Stimmen | %    | Listen                                                  | Stimmen | %    |
| ----------------------------------- | ----------------------- | ------- | ---- | ------------------------------------------------------- | ------- | ---- |
|                                     | Angelo Bonelligewählt   | 89.985  | 38,3 | Partito Democratico – Italia Democratica e Progressista | 72.149  | 30,7 |
| Alleanza Verdi e Sinistra           | Angelo Bonelligewählt   | 89.985  | 38,3 | 9.721                                                   | 4,1     |      |
| +Europa                             | Angelo Bonelligewählt   | 89.985  | 38,3 | 7.315                                                   | 3,1     |      |
| Impegno Civico – Centro Democratico | Angelo Bonelligewählt   | 89.985  | 38,3 | 800                                                     | 0,3     |      |
|                                     | Benedetta Fiorini       | 84.039  | 35,8 | Fratelli d’Italia                                       | 55.806  | 23,8 |
| Lega per Salvini Premier            | Benedetta Fiorini       | 84.039  | 35,8 | 15.484                                                  | 6,6     |      |
| Forza Italia                        | Benedetta Fiorini       | 84.039  | 35,8 | 11.712                                                  | 5,0     |      |
| Noi Moderati                        | Benedetta Fiorini       | 84.039  | 35,8 | 1.037                                                   | 0,4     |      |
|                                     | Lorenza D’Amato         | 24.222  | 10,3 | Movimento 5 Stelle                                      | 24.222  | 10,3 |
|                                     | Mara Mucci              | 20.447  | 8,7  | Azione – Italia Viva                                    | 20.447  | 8,7  |
|                                     | Stefania Chiappe        | 4.289   | 1,8  | Italexit per l’Italia                                   | 4.289   | 1,8  |
|                                     | Angelo Giuseppe Cordaro | 3.761   | 1,6  | Italia Sovrana e Popolare                               | 3.761   | 1,6  |
|                                     | Alessandro Bernardi     | 3.688   | 1,6  | Unione Popolare                                         | 3.688   | 1,6  |
|                                     | Cristina D’Onofrio      | 2.762   | 1,2  | Vita                                                    | 2.762   | 1,2  |
|                                     | Patrik Palumbo          | 1.428   | 0,6  | Partito Animalista – UCDL – 10 Volte Meglio             | 1.428   | 0,6  |
|                                     | Antonio Ciancimino      | 183     | 0,1  | Noi di Centro – Europeisti                              | 183     | 0,1  |
| Gesamt                              | Gesamt                  | 234.804 | 100  |                                                         | 234.804 | 100  |
|                                     |                         |         |      |                                                         |         |      |
| Ungültige Stimmen                   | Ungültige Stimmen       | 9.612   | 3,9  |                                                         |         |      |
| Wähler                              | Wähler                  | 244.416 | 73,7 |                                                         |         |      |
| Wahlberechtigte                     | Wahlberechtigte         | 331.566 |      |                                                         |         |      |
|                                     |                         |         |      |                                                         |         |      |
| Quelle: Innenministerium            |                         |         |      |                                                         |         |      |